# Oriol Solé Sugranyes

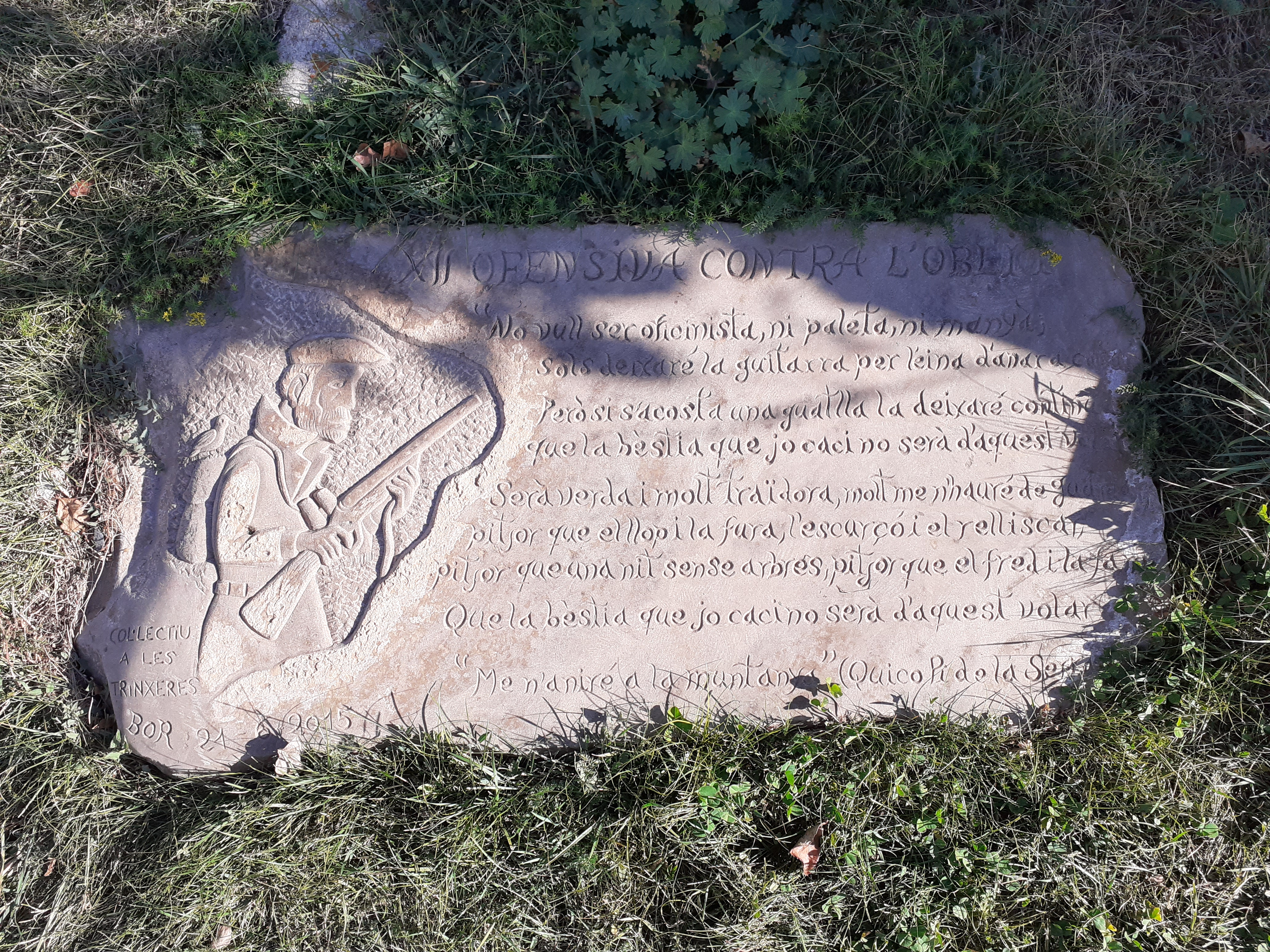
Pedra que hi ha sobre la tomba d'Oriol Solé Sugranyes al cementiri de Bor (Bellver de Cerdanya) amb la lletra de la cançó "Me n'aniré a la muntanya" de Quico Pi de la Serra

Oriol Solé i Sugranyes (Barcelona, 4 de gener de 1948 - Auritz, 6 d'abril de 1976) va ser un activista revolucionari català d'ideologia autonomista i anarquista que va formar part del Moviment Ibèric d'Alliberament (MIL). Era fill del geògraf i geòleg Lluís Solé i Sabarís, nebot de Felip Solé i Sabarís i net de Felip Solé i Olivé.

## Biografia
Des de molt jove va tenir una vida compromesa amb moviments antifranquistes i d'esquerra. Va pertànyer al Sindicat Democràtic d'Estudiants i va ser detingut per primer cop el 1966 durant la Caputxinada. L'any següent, 1967, va passar a formar part de les Joventuts Comunistes del PSUC i més tard s'incorporà al PCE(i) la seva evolució ideològica es va orientar cap a posicions lligades a l'autonomia obrera, l'anarquisme i va entrar en contacte amb els grups més radicals del moviment obrer de començaments dels anys setanta a través de les Plataformes de Comissions Obreres, amb les quals col·laborà en les revistes Qué Hacer i Nuestra Clase. L'any 1969 va formar part activa de la vaga de l'empresa Camy i va haver d'exiliar-se a Tolosa de Llenguadoc.

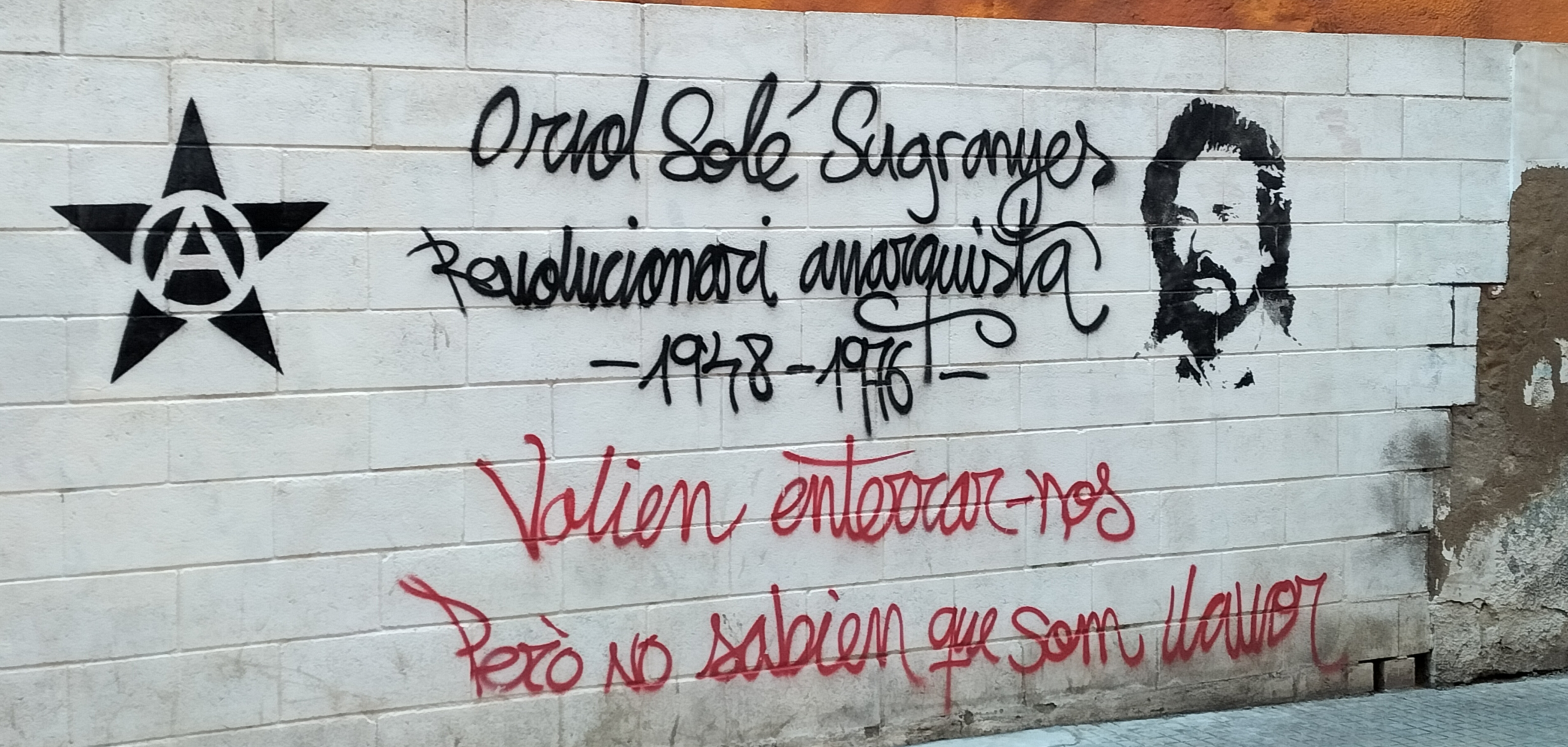
Pintura mural a Reus

A Tolosa de Llenguadoc, aprofitant la seva activitat com a tipògraf de professió, va editar diverses publicacions de lluita obrera, com ara el Diccionario del Militante Obrero o el Movimiento Obrero en Barcelona, així com fulls de propaganda contra les eleccions sindicals de la CNS del 1971.
Juntament amb el seu germà Jordi va col·laborar en la constitució del MIL després d'entrar en contacte amb els joves llibertaris francesos Jean Claude Torres i Jean Marc Rouillan, aquest últim fundador del grup Action Directe. El nom del moviment escrit en xifres (1000), ja havia aparegut per primer cop als fulls de propaganda del 1971.
l 25 de març de 1971 Oriol Solé Sugranyes i Jean-Claude Torres van ser detinguts per la policia francesa quan intentaven entrar a Espanya en un cotxe robat amb una pistola després del robatori d'unes màquines d'impremta. Solé fou empresonat a la presó de Perpinyà i no sortí fins a començaments de l'estiu de 1972 i reactiva el grup, que s'estructura en Grups Autònoms de Combat (GAC)
El setembre de 1973 va tornar a ser detingut juntament amb Josep Lluís Pons Llovet després d'atracar una sucursal de la Caixa d'Estalvis i Pensions de Barcelona a Bellver de Cerdanya. Fou empresonat i ja no sortiria fins a l'abril de 1976, quan va participar en l'espectacular evasió de la presó de Segòvia amb un grup de presos d'ETA. L'endemà de la fugida, dia 6 d'abril de 1976, fou mort per un tret de la Guàrdia Civil, als afores d'Auritz (Navarra), quan intentava arribar a la frontera francesa. Oriol Solé Sugranyes va ser enterrat al poble de Bor (Cerdanya).

## Tractament posterior dels fets
El film La fuga de Segovia del director basc Imanol Uribe relata la fuga de la presó de Segòvia d'Oriol Solé junt amb un grup de presos polítics d'ETA. L'actor Ovidi Montllor interpreta Solé Sugranyes.
El llibre Oriol Solé, el che català. Vida, fugida i mort d'un revolucionari (2006), de Joaquim Roglan, és una biografia feta amb la col·laboració de familiars i amics d'Oriol Solé.
El 2013, Gemma Serrahima Mackay va realitzar, amb l'ajuda de micromecenatge, el documental The Segovia Big Bang en el que partia de la mort d'Oriol Solé per, retrospectivament i amb entrevistes amb alguns dels protagonistes de la fugida, analitzar el motiu de diversos bascos per decidir incorporar-se a ETA, la Fuga de Segòvia com a fet destacable dins la història d'ETA i una reflexió sobre la situació que vivia Euskal Herria, 37 anys després dels fets.
- Micromecenatge a través de la plataforma Verkami: https://www.verkami.com/projects/4925-the-segovia-big-band-conversaciones-con-sus-protagonistas
- Documental sencer: https://www.youtube.com/watch?v=Me9dmi7avEg
- Notícia EiTB: https://www.youtube.com/watch?v=tWA5D-KRBE0
- Catalunya Ràdio: https://www.youtube.com/watch?v=O0f1-pkdJms 40 anys de la mort d'Oriol Solé Sugranyes
El poeta i musicòleg Jaume Aiats va escriure i musicar l'òpera La Balada d'en Solé Sugranyes, una composició de polifònics tradicionals que es va estrenar la tardor de 2022 al'Atlàntida de Vic. L'obra ressegueix els tres darrers anys de la vida d'Oriol Solé i Sugranyes, fins a la seva mort a trets, l'abril de 1976, quan intentava travessar la frontera amb França.